# N767 (België)
De N767 is een Belgische gewestweg tussen de plaatsen Zepperen en Ulbeek. De ongeveer 6 kilometer lange route verbindt daarbij de N759 met de N754.
De gehele route is in beide richtingen te berijden, er is echter geen middenbelijning aanwezig.